# Циха-Вулька
Циха-Вулька (пол. Cicha Wólka, нім. Grappendorf, 1938-45: Kleinbolken) — село в Польщі, у гміні Ковале-Олецьке Олецького повіту Вармінсько-Мазурського воєводства.
Населення — 61 особа (2011).
У 1975-1998 роках село належало до Сувальського воєводства.

## Демографія
Демографічна структура станом на 31 березня 2011 року:
|          | Загалом | Допрацездатний вік | Працездатний вік | Постпрацездатний вік |
| -------- | ------- | ------------------ | ---------------- | -------------------- |
| Чоловіки | 35      | 6                  | 25               | 4                    |
| Жінки    | 26      | 4                  | 15               | 7                    |
| Разом    | 61      | 10                 | 40               | 11                   |